# Leichtathletik-Weltmeisterschaften 2009/Teilnehmer (Nepal)
| Gelbes Symbol für Goldmedaillen mit stilisierten Olympischen Ringen | Graues Symbol für Silbermedaillen mit stilisierten Olympischen Ringen | Braundes Symbol für Bronzemedaillen mit stilisierten Olympischen Ringen |
| ------------------------------------------------------------------- | --------------------------------------------------------------------- | ----------------------------------------------------------------------- |
| —                                                                   | —                                                                     | —                                                                       |

Der nepalesische Leichtathletik-Verband stellte zwei Athleten bei den Leichtathletik-Weltmeisterschaften 2009 in Berlin. Keiner der Athleten ist zu seinem Wettkampf angetreten.

## Ergebnisse

### Männer

#### Laufdisziplinen
| Athlet           | Disziplin | Vorlauf | Vorlauf | Halbfinale | Halbfinale | Finale | Finale |
| Athlet           | Disziplin | Zeit    | Platz   | Zeit       | Platz      | Zeit   | Platz  |
| ---------------- | --------- | ------- | ------- | ---------- | ---------- | ------ | ------ |
| Hari Kumar Rimal | 1500 m    | DNS     | DNS     | –          | –          | –      | –      |

### Frauen

#### Laufdisziplinen
| Athletin          | Disziplin | Vorlauf | Vorlauf | Viertelfinale | Viertelfinale | Halbfinale | Halbfinale | Finale | Finale |
| Athletin          | Disziplin | Zeit    | Platz   | Zeit          | Platz         | Zeit       | Platz      | Zeit   | Platz  |
| ----------------- | --------- | ------- | ------- | ------------- | ------------- | ---------- | ---------- | ------ | ------ |
| Keshari Chaudhari | 100 m     | DNS     | DNS     | –             | –             | –          | –          | –      | –      |